# Aéroport de Boké Baralande
L'aéroport de Boké Baralande (code IATA : BKJ • code OACI : GUOK) est un aéroport desservant Boké, la capitale de la région de Boké en république de Guinée.
La balise non directionnelle Boke (Ident: OK ) est située sur le terrain.

## Situation
| \| 50 km1:11 257 000 \| Conakry Kamsar Boké Fria Labé Faranah Kankan Siguiri Kissidougou Macenta Kérouané - Gbenko N'Zérékoré |
| 50 km1:11 257 000 |

## Voir également
- Transport en Guinée
- Liste des aéroports de Guinée

## Les références
- (en) Cet article est partiellement ou en totalité issu de l’article de Wikipédia en anglais intitulé « Boké Baralande Airport » (voir la liste des auteurs).

1. ↑  « SkyVector: Flight Planning / Aeronautical Charts », skyvector.com (consulté le 20 août 2018)